# Sklepienie przeskokowe
Sklepienie przeskokowe (zwane też przerzutowym) – rodzaj sklepienia piastowskiego. 
Sklepienie to wywodzi się ze sklepienia trójdzielnego, w którym przesunięto punkt podparcia. Stosowane rozwiązanie polegało na podziale prostokątnego pola żebrami na trzy pola trójkątne, które dzielone są dodatkowo na dwie i trzy tarcze, co w efekcie daje siedem tarcz. 
Przykłady zastosowania tego typu sklepień możemy znaleźć we wrocławskim kościele św. Doroty, św. Wacława i św. Stanisława, w obejściu archikatedry oliwskiej, w toruńskim ratuszu.